# Lamponina kakadu
Lamponina kakadu är en spindelart som beskrevs av Norman I. Platnick 2000. Lamponina kakadu ingår i släktet Lamponina och familjen Lamponidae.
Artens utbredningsområde är Northern Territory, Australien. Inga underarter finns listade i Catalogue of Life.